# Isla Ko (Oshima)
Isla de Ko  o Kojima es una pequeña isla deshabitada en el mar de Japón. Se encuentra a 23 km al suroeste de la parte continental de la ciudad de Matsumae y es el punto más al sur de la prefectura de Hokkaido. Se encuentra bajo la administración de la ciudad de Matsumae, en el distrito de Matsumae, subprefectura de Oshima en Hokkaido, Japón. Para distinguir la isla de Ko de otras islas del mismo nombre, a veces es conocida como la isla de Ko Oshima (渡岛, Oshima Kojima) o Matsumae Ko Island (松前, Matsumae-Kojima).
La isla de Ko tiene una superficie de 1,54 km²; está considerada como estrato volcánico. Su composición geológica es de mineral de andesíta. Su elevación es de 282 m s. n. m..  
Pequeños islotes rodean la isla de Ko, incluyendo Daihiyakushima, Shohiyakushima, Tenjinshima y Sazaeshima. En la isla se ha construido un pequeño puerto para servir de refugio a los buques de pesca.

## Flora y fauna
La isla de Ko ha sido designada como monumento natural. Allí residen aves como el cormorán japonés y la gaviota de cola negra.
A 15 km al oeste de la isla de Ko, los peces migratorios tienden a reunirse. En los mares adyacentes también hay presencia de atún y calamar. En épocas anteriores se conoció como el mar del Tesoro (宝の海 Takara no Umi). Por esta razón, es una zona muy importante para los pescadores de Matsumae.
La vegetación predominante en la isla es de hierbas.